# Kogalym
Kogalym è una cittadina della Russia siberiana occidentale

## Geografia
La città è situata nel Circondario Autonomo degli Chanty-Mansi; si trova lungo il fiume Ingujagun, circa 350 km ad nordest del capoluogo Chanty-Mansijsk.

## Storia
Fondata nel 1975 in seguito allo sviluppo dell'industria petrolifera, ebbe status di città nel 1985. Vi si trovano i principali impianti di produzione della LUKoil.

## Società

### Evoluzione demografica
Fonte: mojgorod.ru
- 1989: 44.300
- 2002: 55.367
- 2006: 57.800

## Trasporto

### Aereo
La città di Kogalym è servita dall'Aeroporto Internazionale di Kogalym, la base della compagnia aerea russa Kolavia che effettua i voli di linea locali e verso l'Aeroporto di Mosca-Domodedovo della capitale russa.